# NGC 7706
NGC 7706 (również PGC 71817 lub UGC 12686) – galaktyka soczewkowata (S0), znajdująca się w gwiazdozbiorze Ryb. Odkrył ją John Herschel 16 października 1827 roku.